# PKO Bank Polski
Powszechna Kasa Oszczędności Bank Polski Spółka Akcyjna, ou PKO Bank Polski S.A., ou encore PKO BP S.A., est la principale banque de Pologne. Fondée en 1948,, elle emploie actuellement de 29 000 personnes. Bien qu'elle soit cotée en bourse, l'État polonais détient toujours la majorité des parts de l'établissement.
Elle fait partie de l'indice STX EU Enlarge 15, indice regroupant des entreprises des pays entrés dans l'Union Européenne le 1er mai 2004.